# Litobratřice
Litobratřice (en allemand : Leipertitz) est une commune du district de Znojmo, dans la région de Moravie-du-Sud, en République tchèque. Sa population s'élevait à 476 habitants en 2020.

## Géographie
Litobratřice se trouve à 7 km au nord de Hrušovany nad Jevišovkou, à 26 km à l'est-nord-est de Znojmo, à 38 km au sud-sud-ouest de Brno et à 195 km au sud-est de Prague.
La commune est limitée par Jiřice u Miroslavi et Troskotovice au nord, par Drnholec et Jevišovka à l'est, par Hrušovany nad Jevišovkou au sud, et par Břežany et Damnice à l'ouest.

## Histoire
La première mention écrite de la localité date de 1278.